# امیروارلی
امیروارلی (ترکی آذربایجانی: [] Error: {{Lang}}: فاقد متن (راهنما)) یک منطقهٔ مسکونی در جمهوری آرتساخ است که در استان هادروت واقع شده‌است.